# やる気マンマン日曜日
『やる気マンマン日曜日』（やるきマンマンにちようび）は、1987年10月4日から1989年4月2日までTBS系列局で放送されていた公開バラエティ番組。毎日放送とホリプロダクション（現・ホリプロ）の共同制作。放送時間は毎週日曜 13時00分 - 13時54分 (JST) 。

## 概要
同系列局ではそれまでにも視聴者参加型のクイズ番組『全国縦断!クイズあのねのね』（1984年4月 - 1984年9月、金曜 19時00分 - 19時30分）、『日本列島縦断クイズ』（1984年10月 - 1985年3月、日曜 14時00分 - 14時30分）、および視聴者参加型の歌合戦番組『全日本ドレミファミリー歌合戦』（1985年4月 - 1985年9月）、『キンキンの歌え!新婚カンコン』（1985年10月 - 1986年3月）、『Junji&Chikaの歌の新婚愛ランド』（1986年4月 - 1986年9月）、『全国ジュニア歌謡選抜』（1986年10月 - 1987年3月）、『サブロー・シローの歌え!ヤング大放送』（1987年4月 - 1987年9月）といった日本各地のホールや市民会館などで行う公開番組群が放送されていたが、いずれも短命に終わっていた。結果、新しく始まったこの『やる気マンマン日曜日』でバラエティ番組路線へと切り替えられた。
前番組『サブロー・シローの歌え!ヤング大放送』と同様に、公開放送を家庭ではなく会場で直接見たいのであれば、前もって系列局（関東地方は毎日放送東京支社）宛に観覧したい旨のハガキを送る必要があった。この番組のテーマソングとして流れていた伊藤美紀の「やる気マンマン体操」が話題になった。
それまで放送されてきた公開番組群とは対照的になんとか1年半は持ったものの、1989年4月2日放送分をもって終了した。この番組を最後に5年間続いた各地からの公開放送が終了し、それに伴いTBS系列各局との制作協力も終了した。

## 出演者

### レギュラー
- 榊原郁恵 - 1988年12月4日放送分まで出演。産休を取るために降板。
- 田代まさし
- 桑野信義 - レギュラーであるが、ゲスト扱いされていたことが何度かあった。
- 井森美幸
- 山瀬まみ
- 松居直美
- 岩井由紀子
- 越前屋俵太
- チャック・ウィルソン
- B21スペシャル - 1988年10月2日放送分から出演。
- ビジーフォースペシャル
- サンデースリー - 松本千恵美が在籍。
- ダチョウ倶楽部 - オープニング前に宣伝をしていた。

### ナレーター
- 田中信夫 - 番組初期から中期まで担当。
- 大森章督 - 番組中期から末期まで担当。

### 常連ゲスト
- 森口博子
- 五月みどり
- コロッケ

他

## スタッフ
- 構成：岩立良作、成田はじめ、下等ひろき（現・加藤裕己）、米澤秀樹
- 編集：石附順一・瓜田利昭（IMAGICA）
- MA：円城寺暁（IMAGICA）
- ディレクター：渡辺秀樹、松本直樹、三浦伸
- 演出：岩沢清、倉内延幸（前期） / 橋本忍、矢野義幸（後期）
- プログラム・マネージャー：佐藤康人（MBS）
- プロデューサー補：源孝志、茨木勝美
- プロデューサー：すずきまさかつ / 春藤憲伺（MBS）
- 技術協力：ニユーテレス、テレテック、クロステレビ
- 制作協力：WIN'S、TBS系列各局（東京（TBS）・大阪で収録時のみノンクレジット）
- 製作：ホリプロダクション（現・ホリプロ）、毎日放送

## 主なコーナー
オープニング
ビジーフォースペシャルの歌と演奏によるテーマ曲から「今週は○○（収録していた地域名。大阪はミリカホールでの収録が多かった）からお送りするやる気マンマン日曜日」という田代の挨拶でスタートし、メンバーとゲスト紹介。サンデースリーには必ず「○○な太もも」といった皮肉めいたキャッチ・コピーを付されて紹介されていた。
業界クイズグランプリ
様々なジャンルから毎回4問出題されるクイズコーナー（フジテレビ『クイズグランプリ』と同形式）。優勝チームにはダイヤモンドネックレスがプレゼントされた。
番組初期の頃には毎回視聴者の家族が1組参加し（ただし、別室で収録）、レギュラー陣3組と対決。参加賞としてスポンサーから賞品が贈られたほか、優勝するとリポーターの井森美幸がくす玉を割って祝福した。始めは早押し問題で、後期になると筆記問題と変わっていった。
早押し問題の頃はパネルを選ぶが、通常は榊原郁恵の似顔絵が出る｡（バックは黄色）その中で1枚しかない｢郁金ちゃん｣（バックは金色）を選ぶと週替わりの豪華賞品（ピアノなど）が貰える｡他にも1〜2枚隠されている、田代まさしの似顔絵（バックは赤）の｢ぬ〜ぼ〜｣もあった｡これを引くと桑野信義がトランペットで演奏した間抜けな音楽（予め録音されている）と共に、今まで獲得したポイントが全て没収されてしまう｡
番組中期からは、レギュラーとゲストによる5人の個人戦となり、ビジーフォースペシャルの生演奏での曲名当てクイズが出題されたが、必ずイントロや出だしとは違う解答になるのがお約束であり、（例えば、メリー・ジェーンの出だしからメリーさんのひつじに変わる｡）正解が出るのは極めて稀だった。また、パネルに新たに「クイズジャック！！」（バックは黒）が導入され、これを引くと井森の進行とともに視聴者チームが挑戦者として1回だけ参加し、井森の読み上げる問題に視聴者チームが正解すればプレゼントが貰えた。
筆記問題の頃は、ポイントとして週替わりの食べ物（グレープフルーツや蟹など）が貰えた｡通常は2つ（部分点で1つの場合もある｡）貰え、最終問題は5つ貰えた｡
華麗なる決定的瞬間・額縁まちがいさがし
番組後期に上記のコーナー内の最後の問題として放送。
裁判コーナー（正式名不明）
榊原が裁判長、越前屋が検事、田代が弁護人に扮し、観客が陪審員になって、被告役のゲストの1人を裁く、模擬裁判（テレビ朝日『歌謡ハラハラサンデー』内の「ハラハラ大法廷」と同形式のコーナー。「ハラハラ大法廷」で検事に扮していたせんだみつおも被告役で出演したことがある）。
一般の裁判と違い、被告が有罪になると「被告を弁護出来なかった」との理由で、田代弁護人がチャック･ウィルソンから刑罰を受ける。また、被告が無罪となると越前屋検事に刑罰が与えられてコーナーの締めくくりとなる。
笑ってゴ〜ン!
1988年10月から最終回まで放送された素人参加の一発芸コーナー。B21スペシャルが進行役。何故か桑野信義が「ガラパゴス桑野」なる偽名を使って出場するのがお約束だった。また、当時吉本興業に所属していたお笑い芸人のよしだぶきみも出場していた。
やる気マンマンコンビニエンスライブ
番組後半の公開コント。毎回様々なシチュエーションで展開。この後にエンディングへ入る。

### 番組の歌
※番組末期のものを記す。
- オープニング → 提供 → 業界クイズグランプリ（前半） → CM（90秒） → 業界クイズグランプリ（後半） → CM（90秒） → 笑ってゴ〜ン! → CM（90秒） → やる気マンマンコンビニエンスライブ → エンディング → CM（90秒） → 提供 → エンドカード

## ネット局
同時ネット
- 毎日放送（MBS・制作・幹事局）
- 東京放送（TBS・現：TBSテレビ）
- 北海道放送（HBC）
- 青森テレビ（ATV）
- 岩手放送（IBC・現：IBC岩手放送）
- 東北放送（TBC）
- テレビユー福島（TUF）
- 新潟放送（BSN）
- テレビ山梨（UTY）
- 信越放送（SBC）
- 静岡放送（SBS）
- 中部日本放送（CBC・現：CBCテレビ）
- 北陸放送（MRO）
- 山陰放送（BSS）
- 山陽放送（RSK・現：RSK山陽放送）
- 中国放送（RCC）
- テレビ山口（tys）[2]
- テレビ高知（KUTV）
- RKB毎日放送（RKB）
- 熊本放送（RKK）
- 長崎放送（NBC）
- 大分放送（OBS）
- 宮崎放送（MRT）
- 南日本放送（MBC）
- 琉球放送（RBC）

時差ネット
- 富山テレビ放送（T34・現：BBT・フジテレビ系列）[3]
- 福井テレビジョン放送（FTB・フジテレビ系列）[3]
- 愛媛放送（EBC・現：テレビ愛媛）

※本番組放送期間中は未開局だったが、終了半年後の1989年10月1日にはテレビユー山形（TUY）が開局し、後番組『それゆけ!マーシー』の途中から当該枠番組のネットを開始している。